# Giuliano Carmignola
Giuliano Carmignola est un violoniste italien né le 7 juillet 1951 à Trévise.

## Biographie
Giuliano Carmignola a commencé ses études avec son père, puis est entré au conservatoire de Venise. Il a travaillé ensuite avec Nathan Milstein et Franco Gulli (it) à l’académie musicale Chigiana de Sienne, avec Henryk Szeryng au conservatoire supérieur de Genève.
Dans les années 1970, il a effectué une tournée internationale en tant que soliste avec l'ensemble I Virtuosi di Roma, tout en collaborant fréquemment avec un trio à cordes et piano.
En 1971, il a été lauréat du Concours international de violon Premio Citta di Vittorio Veneto. En 1973, il obtient le cinquième prix du prestigieux Concours international de violon Niccolò Paganini à Gênes. Il s’est produit en tant que soliste à travers toute l’Europe avec quelques-uns des plus grands orchestres internationaux, sous la baguette de chefs d’orchestre tels que Claudio Abbado et Eliahu Inbal.
Giuliano Carmignola participe régulièrement à des festivals de musique baroque à travers l’Europe, notamment à Bruges, Lucerne, Vienne, Bruxelles, Salzbourg et Barcelone. En 1999, Giuliano Carmignola a été nommé professeur de violon à la Haute École de Lucerne. Il a enseigné à l’Académie musicale Chigiana de Sienne.
Giuliano Carmignola, Andrea Marcon et l’Orchestre baroque de Venise ont participé en août 2005 au festival Mostly Mozart (en) de New York et sont repartis peu après aux États-Unis pour une tournée d’un mois.
Professeur de violon au Conservatoire de Venise pendant 10 ans, il a aussi été premier violon de l’orchestre de La Fenice de 1978 à 1985. En travaillant avec I Sonatori de la Gioiosa Marca, et maintenant avec l’Orchestre baroque de Venise, Giuliano Carmignola est devenu un interprète majeur du violon baroque, en particulier dans le domaine de la musique italienne du XVIIIe siècle.
Pour interpréter la musique baroque, Giuliano Carmignola joue avec un violon de Johannes Florenus Guidantus de 1739 dans son état original et le Stradivarius « Baillot » de 1732 mis à disposition par la Fondazione Cassa di Risparmio in Bologna. Pour interpréter la musique classique et romantique, il joue un Pietro Guarneri datant de 1733.

## Sélection d'enregistrements
- Antonio Vivaldi : Les Quatre Saisons, Concertos pour violon RV 257, RV 376, et RV 211 avec Giuliano Carmignola (violon), Andrea Marcon (direction, clavecin), Orchestre baroque de Venise (orchestre) CD coffret DDD ; Éditeur Sony Classical ; Enregistrement 11/1999 ; Paru 10/2000 ; Diapason d'Or ; ƒƒƒƒ Télérama (2002) ; ASIN : B00004T2PT ;
- Antonio Vivaldi : 2 Concertos RV 583 et RV 278 ; Pietro Locatelli : Concerto, opus 3 nº 9 ; Giuseppe Tartini : Concerto D 96 ; titre de l'album Concerto veneziano avec Giuliano Carmignola (violon), Andrea Marcon (direction, clavecin), Orchestre baroque de Venise (orchestre) ; SACD hybride ; Éditeur Accord ; Paru 4/2005 ;
- Wolfgang Amadeus Mozart : Concertos pour violon nº 1-5 ; Rondos pour violon K 269 et K 261 ; Adagio pour violon K 261 ; avec Giuliano Carmignola (violon), Carlo De Martini (direction), Ensemble Il Quartettone (orchestre) ; CD album 2 Volumes ; Éditeur Brilliant Classics ; Paru 2/2006 ;
- Antonio Vivaldi : Concertos RV 386, RV 235, RV 296, RV 258, RV 389 et RV 251 ; titre de l'album Les derniers Concertos pour violon avec Giuliano Carmignola (violon), Andrea Marcon (direction, clavecin), Orchestre baroque de Venise (orchestre) CD album ; Éditeur Sony Classical ; Paru 10/2002 ; Diapason d'Or ; ASIN : B00006JNAB ;
- Pietro Locatelli : Concertos pour violon nº 1, nº 2, nº 10 et nº 11 : titre de l'album : L'Art du violon avec Giuliano Carmignola (violon), Andrea Marcon (direction, clavecin), Orchestre baroque de Venise (orchestre) ; compilation (CD album) ; Éditeur Sony Classical ; Paru 6/2002 ; Diapason d'Or ; 10 de Répertoire (2002) ; ASIN : B00006360H ;
- Jean-Sébastien Bach : Sonates pour violon et clavecin avec Giuliano Carmignola (violon), Andrea Marcon (clavecin), coffret de 2 CD ; Éditeur Sony Classical ; 3/2002 ; ASIN : B000056EVN.
- Ludwig van Beethoven, Triple Concerto avec Sol Gabetta violoncelle, Dejan Lazić piano et l'orchestre de chambre de Bâle sous la direction de Giovanni Antonini; Éditeur Sony Classical ; 9/2015